# Матеева къща
Матеевата къща (на гръцки: Αρχοντικό Ματθαίου) е историческа валцова воденица в град Негуш (Науса), Гърция.
Воденицата е разположена на улица „Софрониос“ № 14 в традиционната махала Пуляна. Построена е от известния зограф Христодулос Матеу в 1911 година до къщата си. Мелницата е валцова и е задвижвана от водна тяга.
В 1984 година къщата е обявена за паметник на културата като рядък пример за градска архитектура с ярки възрожденски архитектурни елементи.